# Litsea whiteana
Litsea whiteana är en lagerväxtart som beskrevs av C. K. Allen. Litsea whiteana ingår i släktet Litsea och familjen lagerväxter. Inga underarter finns listade i Catalogue of Life.